# Мария Рейнолдс
Мария Люис Рейнолдс (родена Мери Люис, (на английски: Maria Lewis Reynolds, Mary Lewis, 1768–1832?) е американка, известна като любовница на американския политик Александър Хамилтън и съпруга на Джеймс Рейнолдс, играла централна роля в един от първите секс-скандали в американската политическа история.

## Ранен живот
На 16-годишна възраст Мария Люис се омъжва за Джеймс Рейнолдс, бивш офицер по време на Американската революция. Имат дъщеря Сюзън. През целия им брак Джеймс Рейнолдс се отнася лошо спрямо Мария и децата им, но въпреки това двамата заговорничат в един от първите американски скандали, използвайки медиите срещу публична личност.

## Любовна история
През 1791 г. 23-годишната Мария Рейнолдс се обръща към женения 34-годишен Александър Хамилтън във Филаделфия, искайки помощ. Твърдейки, че Джеймс Рейнолдс е изоставил нея и дъщеря ѝ, Мария иска от него пари, за да се върнат в Ню Йорк, където живее семейството ѝ. Хамилтън се съгласява и предава парите лично на Мария по-късно вечерта. Самият Хамилтън по-късно признава: „Взех банкнотата от джоба си и ѝ я дадох. Последва разговор, от който стана ясно, че и друго освен парична утеха би било приемливо.“ Двамата започват незаконна връзка, която продължава поне 3 години.
През 1791 и 1792 г. Джеймс Рейнолдс е наясно с изневярата на съпругата си. Той поддържа връзката, за да иска с изнудване пари от Хамилтън. Обичайната практика на времето е онеправданият съпруг да търси възмездие в дуел с пистолети, но Рейнолдс, осъзнавайки колко ще загуби Хамилтън, ако активността му стане публично достояние, отново изисква парична компенсация.

## Скандал
Хамилтън в крайна сметка плаща на Рейнолдс над $1000 от изнудване в продължение на няколко години, за да продължи да спи с Мария без неговата намеса. Но когато Рейнолдс, който е професионален измамник, се оплита в друга афера, свързана със спекулации за неплатени заплати за ветерани от Войната за независимост, той бързо въвлича Хамилтън, знаейки, че последният ще трябва да избере между разкриването на връзката си с Мария или да признае участие в много по-тежките обвинения за спекулацията. Хамилтън избира първото, признавайки сексуалната си връзка на конгресните следователи Джеймс Мънро и Фредерик Муленберг и дори предавайки им любовните писма от Мария до него.
Писмата доказват невинността на Хамилтън в скандала със спекулация. В допълнение на това, тъй като изповедта му се прави тайно, връзката на Хамилтънн с Мария Рейнолдс не се оповестява в докладите от разследването за спекулацията. Мънро обаче казва на близкия си приятел Томас Джеферсън за признанието на Хамилтън. Джеферсън използва знанието си, за да започне необуздани слухове за личния живот на Хамилтън. Последната капка идва през 1797 г., когато издателят на памфлети Джеймс Календър получава тайните писма и ги публикува във вестника си. Календър повторно изважда наяве обвинения в корупция срещу Хамилтън в статиите си. По-късно публикува информация чрез вестника си за Сали Хемингс и Томас Джеферсън. Тогава Хамилтън няма друг избор освен да отговори и затова публикува собствения си памфлет, наречен Наблюдения върху някои документи, в който отрича всички обвинения в корупция. Не отрича обаче връзката си с Мария Рейнолдс, а открито я признава и се извинява за нея.
Макар искреността му да получава възхищение, аферата силно наврежда на репутацията му. Преди това Мария Рейнолдс се е развела с Джеймс Рейнолдс; неин адвокат е не някой друг, а Аарън Бър, който убива Хамилтън в дуел през 1804 г.